# Hórreo

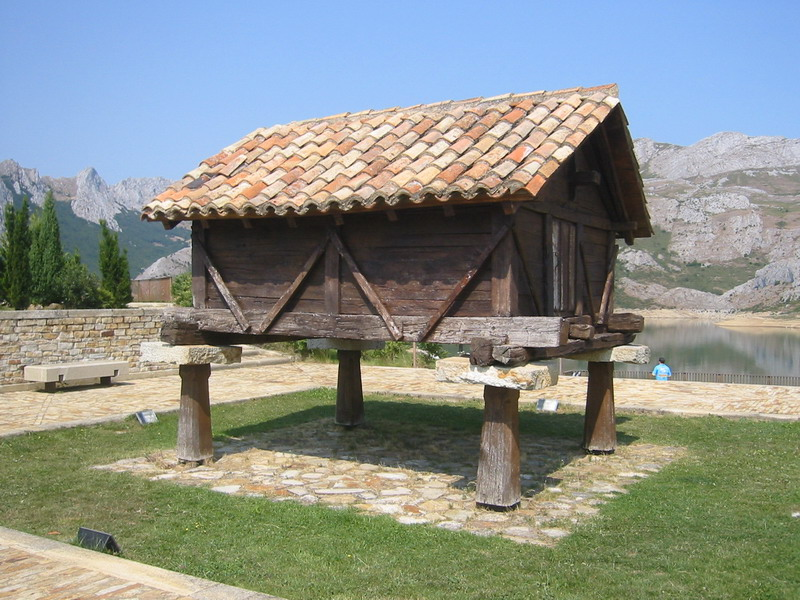
Hórreo a Riaño

Un hórreo és un graner construït en fusta o pedra, que s'eleva del sòl mitjançant pilars o pegollos, que estan acabats en unes plaques o tornarratas per a evitar l'accés de ratolins i que sol disposar de parets amb ranures perquè es ventile l'interior.
Els hórreos són típics del nord-oest d'Espanya, encara que també n'hi ha en altres punts del nord d'Europa, i es distingeixen dos grans tipus de sitges, els rectangulars que són típics de Galícia —vegeu hórreo gallec— i els quadrats del Principat d'Astúries.
L'hórreo més llarg d'Espanya, amb 35 m de longitud, és a Carnota.
Dels asturians, hi ha diverses tipologies que varien en funció del tipus de coberta (palla, teula, pissarra, a dues o quatre aigües…), dels materials emprats en els pegollos o la decoració. Els més antics dels que encara es conserven en peu daten del segle xv, i encara avui en dia es continuen construint ex novo. Alguns estudis estimatoris calculen que la població de sitges i paneres en Astúries ronda els 18.000 exemplars, en un estat de conservació a vegades deficitari, però amb una creixent sensibilització per part tant de propietaris com l'Administració del Principat. Els hórreos són avui en dia part ja de la imatge d'Astúries, inseparables, passant fa temps a ser motiu d'alt interès turístic.